# Kamerun na Letních olympijských hrách 1984
Kamerun se účastnil Letní olympiády 1984 v americkém Los Angeles.

## Medailové pozice
| Medaile | Jméno                | Sport | Disciplína               |
| ------- | -------------------- | ----- | ------------------------ |
| Bronz   | Martin Ndongo-Ebanga | Box   | muži lehká váha do 60 kg |